# 홀란두 조르즈 피르스 다 폰세카
홀란두 조르즈 피르스 다 폰세카(포르투갈어: Rolando Jorge Pires da Fonseca, 1985년 8월 31일 ~ )는 카보베르데에서 태어난 포르투갈의 전 축구 선수이다. 상비센트섬에서 태어났다. 현역 시절 센터백으로 활약하였다.

## 클럽 경력
포르투갈 축구의 변방 클럽 SC 캄푸마이우렌세에서 축구를 시작한 뒤, 홀란두는 리스본의 CF 벨레넨스스에 18세 무렵에 합류하였다. 2004년 8월 28일, 그는 홈에서 3-0으로 승리한 CS 마리티무전에서 1부리그 데뷔를 하여 90분 풀타임으로 출장하였다. 그는 팀의 주요 수비수가 되어, 2007-08 시즌의 전 경기에 출장하여, 팀은 리그 8위로 시즌을 마감하였다.
2008년 8월 15일, 홀란두가 FC 포르투의 4년 계약서에 서명을 하였다고 발표하였다. 그의 첫 시즌, 그는 페드루 에마누엘을 제치고 주전을 빠르게 차지하여, 브루노 알베스와 센터백 듀오로 짝지어져 28경기 출장, 북 포르투갈 클럽의 리그와 컵 우승에 공헌하였다.
2010-11, 홀란두는 거의 모든 경기에 출전하였고, 또다시 리그 우승을 거두었다. 2011년 2월 17일, 그는 유로파리그 세비야 FC전에서 헤딩골을 넣어, 팀의 2-1 승리를 도왔다, 결국 팀은 끝까지 올라가 유럽대항전 타이틀을 획득하였다.
홀란두는 2011-12 시즌을 골로 시작하였고, 아베이루에서 비토리아 SC전 포르투갈 슈퍼컵에 2-1 승리 경기에서 두 골을 모두 넣었다.

## 국가대표 경력
카보베르데 출신임에도 불구하고, 홀란두는 14살의 나이에 포르투갈로 이주하여 2006년에 시민권을 획득하였고, U-21 국가대표로 발탁되어 2007년 U-21 유럽선수권 대회에 참여하였다.
2009년 2월 11일, 홀란두는 포르투갈과 페로 제도(포르투갈이 페로 제도에 1-0 승리)의 경기를 앞두고 포르투갈 대표팀에 발탁되었지만, 결장하였다. 2010년 FIFA 월드컵에서 포르투갈 대표팀의 최종 엔트리 23인에 포함되었지만, 벤치를 지켰다.

## 수상
- UEFA 유로파리그: 2010-11
- 포르투갈 리가: 2008-09, 2010-11
- 포르투갈 컵: 2008-09, 2009-10, 2010-11
- 포르투갈 슈퍼컵: 2009, 2010, 2011
- 포르투갈 리그컵 준우승: 2009-10